# 천밍산
천밍산(중국어 간체자: 陈明山, 병음: Chén Míngshān, 한자음: 진명산, 1931년 ~ 2021년 2월 27일)은 중국인민해방군 장군이자 중장이다.